# Das Versprechen (2021)
Das Versprechen ist ein deutsches Filmdrama aus dem Jahr 2021. Der Film war im April 2021 erstmals in der ZDFmediathek zu sehen und wurde am 26. April 2021 im Fernsehprogramm des ZDF ausgestrahlt.

## Handlung
Der elfjährige Bendix lebt mit seinem Vater Fabian in Berlin, die Mutter ist vor ein paar Jahren gestorben. Bendix hat bereitwillig die Rolle des Hausmannes übernommen und versorgt seinen depressiven Vater, der kaum seiner Arbeit als U-Bahn-Fahrer nachgehen kann. Einen weiteren sozialen Kontext gibt es im Film zunächst nicht, so dass Fabian auf Bendix’ Unterstützung angewiesen ist, der diese Verantwortung geduldig trägt, ohne sich zu beschweren. Sie lieben einander herzlich und haben auch schöne Erlebnisse zusammen.
Nach einem Sponsorenlauf der Schule trifft Bendix unter einer Unterführung ein Mädchen, das sich eine Zigarette auf dem Bein ausdrückt. Bendix spricht sie darauf an und lässt sich auch nicht abschrecken, als sie ihn anschreit, er solle doch abhauen. Dann läuft sie selbst davon, ihr Handy und den zerrissenen Laufzettel lässt sie liegen. Bendix kann sie darüber ausfindig machen und folgt ihr nach der Schule bis zu einer psychiatrischen Tagesklinik. Sie heißt Jule, ist 16 und leidet unter heftigen Wutausbrüchen und Selbstverletzungen. In der Schule wird sie von anderen Mädchen gemieden und gemobbt, ihre Eltern stehen der Situation hilflos gegenüber. Bendix gibt ihr das Handy zurück und bittet sie, ihn mit in die Klinik zu nehmen. Sie lacht ihn aus und verlangt als Gegenleistung, dass er ihr eine Waffe besorgt. Tatsächlich bestellt er im Internet eine Pistolenattrappe und händigt sie ihr einige Tage später aus.
In der Klinik berichtet Bendix einer Krankenschwester von den Symptomen seines Vaters, in der Hoffnung, Medikamente zu bekommen. Von Jule erfährt er, dass sein Vater wohl an Depressionen leide und sich behandeln lassen sollte. Bendix ist für Jule wichtig geworden, da er sie in seiner freundlich-fürsorglichen Art mag, wie sie ist; sie ersetzt ihm andererseits ein fehlendes Geschwister. Mit Jules Hilfe fädelt Bendix ein gemeinsames Eisessen mit Fabian und Jules Psychiaterin ein. Fabian nimmt das Angebot eines Erstgesprächs an und willigt ein, sich stationär behandeln zu lassen, was für Bendix bedeutet, vorübergehend in einer Pflegefamilie zu leben.
Nachdem sich sein Vater zur stationären Aufnahme begeben hat, geht Bendix nicht wie vereinbart zur Pflegefamilie, sondern inszeniert mit der Pistolenattrappe einen Banküberfall, lässt sich festnehmen und verlangt, mit Jule zu reden. Ihr sagt er, dass er sich schuldig fühle. Er habe seinem Vater versprochen, ihn nie zu verlassen; wenn er in die andere Familie gehe, werde er sein Wort brechen. Jule widerspricht: Fabian brauche jetzt Zeit für sich, um die Krankheit überwinden, er bleibe immer sein Vater. Dadurch beruhigt, ändert Bendix seine Ansicht und geht nun doch in die Pflegefamilie.
Von Jules Verhalten auf dem Polizeirevier sind ihre Eltern beeindruckt. Gemeinsame Therapiesitzungen zeigen bei ihr gute Fortschritte, sie muss bald nicht mehr täglich zur Klinik. In der letzten Szene besucht Bendix in einer Klinik seinen Vater, der auch Fortschritte macht.

## Produktion
Der Film wurde vom 2. September 2019 bis zum 5. Oktober 2019 in Berlin gedreht. Die Fachärzte und Psychiater Michael Schulte-Markwort und Michael Krebs haben das Filmteam beraten.

## Rezeption

### Kritiken
Das Lexikon des internationalen Films gibt dem Film 3 von 5 Sternen und schreibt: „Ein Drama um Krankheit, Freundschaft und die Überforderung speziell der Kinder, das mit besten Absichten und wissenschaftlich fundiert über die Krankheitsbilder und ihre Folgen aufklärt. Dabei geht es mitunter zwar recht didaktisch, stellenweise auch sentimental zu, aufgefangen wird dies jedoch durch feine Details und lebendiges Spiel.“
Thomas Gehringer gibt dem Film in seiner Besprechung bei tittelbach.tv insgesamt 5 von 6 möglichen Sternen. Regisseur Till Endemann inszeniere die Beziehungen zwischen den Personen sensibel und respektvoll. Der Film stelle Menschen mit psychischen Störungen nicht als hilflos dar, sondern weise ihnen eine stärkende Kraft zu – für Gehringer ein wertvoller „Spin“. Die Drehbuchautorin Beate Langmaack präsentiere weder ein hoffnungsloses Ende noch ein falsches Happy End. Von Mika Tritto und Ella Morgen heißt es, dass sie den Film in einer bemerkenswerten Weise tragen, und auch Nebenfiguren seien prominent besetzt. Der Film sei „ein kluges, hochemotionales Drama über das Leben mit psychischen Erkrankungen – vornehmlich aus der Sicht der Kinder erzählt“.

### Einschaltquoten
Die Erstausstrahlung des Films am 26. April 2021 im ZDF sahen insgesamt 3,51 Millionen Zuschauer. Dies bedeutete einen Marktanteil von 11,1 %.